# Grundfos
Grundfos , «Грундфос» — датская компания, один из крупнейших в мире производителей насосного оборудования. Головной офис расположен в Бьеррингбро (коммуна Виборг, Дания).

## История
Компанию основал в 1945 году Поуль Дуэ Йенсен, первоначально она называлась Bjerringbro Pressestoberi og Maskinfabrik («Фабрика пресс-литья и машинной обработки в Бьеррингбро»). Первой продукцией компании были поршневые насосы для подъёма воды из скважин. В 1952 году компанией был разработан центробежный насос; для него были необходимы только стандартные комплектующие, что позволило начать массовое производство. В 1957 году был начат выпуск недорогих водоструйных насосов для небольших ферм. В то же время был освоен выпуск центробежных насосов для систем отопления и горячего водоснабжения.
В 1967 году название компании было изменено на Grundfos. В том же году был разработан первый Дании погружной насос из нержавеющей стали. Первый зарубежный филиал был открыт в 1960 году в Вальштедте (Германия), в 1971 году компания вышла на рынок Австрии, а в 1972 году — Франции. В 1974 году было начато собственное производство электромоторов для насосов. В 1975 году был основан фонд Poul Due Jensen Foundation, ставший основным акционером компании Grundfos. В 1977 году Поуль Дуэ Йенсен умер, во главе компании его сменил сын Нильс Дуэ Йенсен. В 1983 году был разработан насос с питанием от солнечной батареи. В 1984 году было начато производство дренажных насосов для систем канализации. В 1985 году было создано подразделение электроники, благодаря этому Grundfos первой в отрасли в 1990 году представила насос с частотным преобразователем X99. В 1999 году был разработан циркуляционный насос с ротором из постоянного магнита Grundfos Magna.
Начиная с 2000 года компания ускорила свой рост за счёт поглощений. В этом году были куплены шведский производитель насосов JL Pump и финский Sarlin Pump Co. В 2002 году был куплен контрольный пакет акций южнокорейской компании Chung Suk, а также швейцарский производитель оборудования для очистки сточных вод Arnold. В 2004 году была приобретена немецкая компания Hilge, выпускавшая насосы для пищевой и фармацевтической промышленности. Alldos, немецкий производитель дозирующих насосов и оборудования дезинфекции, был приобретён в начале 2005 года. Также в 2005 году был куплен итальянский производитель погружных насосов Tesla. Выручка за 2005 год составила 13,5 млрд датских крон ($2,1 млрд). В 2006 году было инвестировано 70 млн евро в строительство завода в Секешфехерваре (Венгрия).
В декабре 2007 года Grundfos объявила о приобретении американского производителя насосов Peerless Pump. В 2020 году была куплена датская компания Eurowater. В 2021 году был поглощён американский производитель систем очистки воды Mechanical Equipment Company Inc (MECO). В сентябре 2024 года у американской компании Culligan были куплены предприятия по производству насосов в Великобритании, Италии и Франции.

## Деятельность

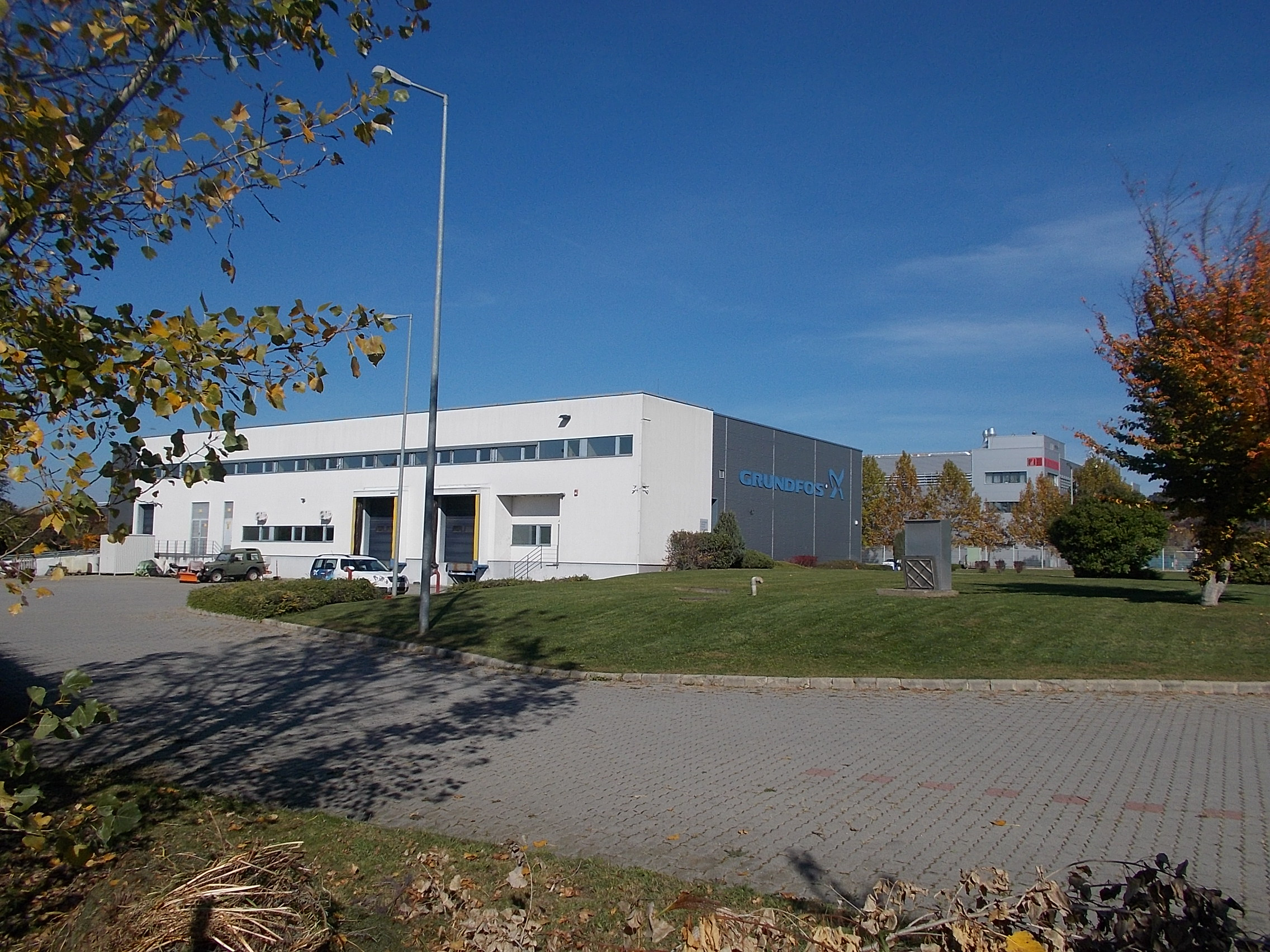
Фабрика в Венгрии

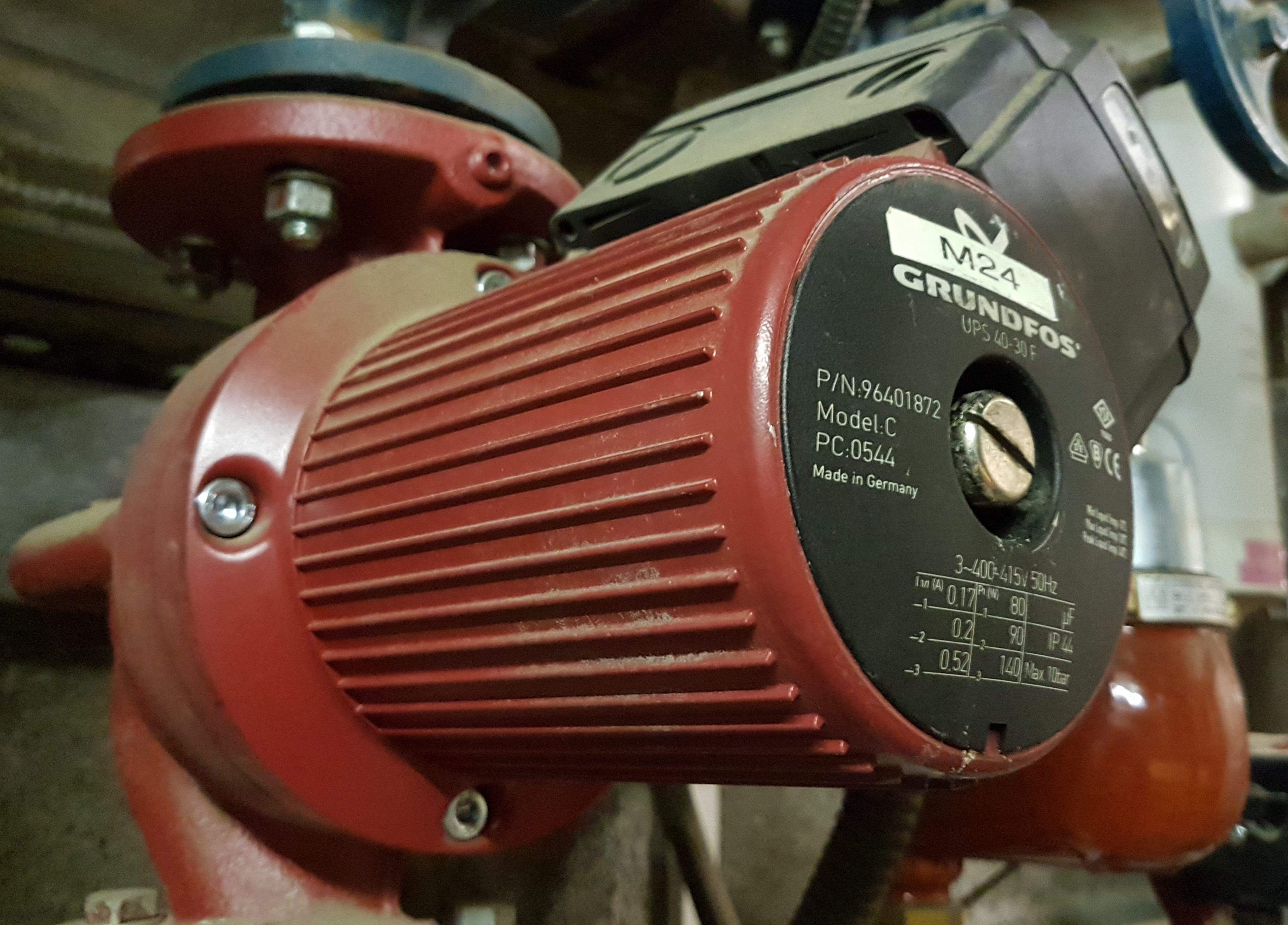
Насос Grundfos в отопительной системе

Объём производства составляет 16 млн насосных агрегатов в год, основные группы изделий: циркуляционные насосы (UP), погружные насосы (SP) и центробежные насосы (CR). Кроме насосов Grundfos производит насосные электродвигатели и комплектующие к ним. Производственные мощности имеются в Бразилии, Великобритании, Венгрии, Германии, Дании, Индии, Италии, КНР, Мексике, Польше, Республике Корея, Сербии, США, Тайване, Финляндии, Франции и Швейцарии. По состоянию на конец 2024 года в компании работало 20,8 тыс. сотрудников, больше всего их было в Дании (4,5 тыс.), Венгрии (3,1 тыс.), КНР (1,8 тыс.), США (1,6 тыс.), Италии (1,3 тыс.), Германии (1,2 тыс.), Сербии (0,7 тыс.), Великобритании (0,6 тыс.) и Мексике (0,5 тыс.).
Подразделения компании по состоянию на 2024 год:
- коммерческая недвижимость — водонапорное и климатическое оборудование для коммерческой недвижимости; 21 % выручки;
- жилая недвижимость — оборудование для жилой недвижимости, включая отопление, водоснабжение, водоотвод, вентиляцию и кондиционирование; 24 % выручки;
- промышленность — насосное оборудование для промышленности; 24 % выручки;
- коммунальные службы — насосное оборудование для предприятий в сферах водоснабжения и очистки сточных вод; 15 % выручки;
- другое — 16 % выручки.

Выручка компании за 2024 год составила 33,2 млрд датских крон (5 млрд долларов США), из них на Европу пришлось 52 %, на Америку — 23 %, на Азию — 19 %, на Ближний Восток и Африку — 5 %.

### Grundfos в России
В России с 2005 года работал завод Grundfos в деревне Лешково (Московская область). В августе 2022 года компания решила прекратить деятельность в России и Беларуси.